# ソウル・キッス
「ソウル・キッス」(Soul Kiss)は、オリビア・ニュートン＝ジョンの楽曲。同名のアルバム（邦題は『麗しの瞳』）から1枚目のシングルとしてリリースされた。

## 解説
ミュージック・ビデオには当時の夫であるマット・ラッタンジーが出演している。
Billboard Hot 100のトップ20にチャートインしたシングルとしては生前最後。
B面に収録されている「恋に魅せられて」は『麗しの瞳』の日本盤ボーナストラックとしても収録されたほか、2010年に発売されたリマスター盤にもボーナストラックとして収録された。

## 収録曲
7" シングル
1. ソウル・キッス - 3:56
2. 恋に魅せられて - 3:49